# Maison du Marchand de Lunéville
Pour les articles homonymes, voir Maison du Marchand.
La maison du Marchand de Lunéville est un ancien hôtel particulier civil situé à Lunéville, dans le département français de Meurthe-et-Moselle en région Grand Est.

## Description
La maison du Marchand date du XVIIIe siècle. D'architecture classique en grès rose des Vosges, elle fait l’objet d’un classement au titre des monuments historiques par arrêté du 24 février 1976 pour ses façades et toitures, son escalier, cinq de ses cheminées et une niche datant du XVIIIe siècle. La maison fait l'objet d'une restauration de ses façades en 1992.
Elle est ornée d'une frise de ballots et de tonneaux reliés par une corde, surmontée de deux paysages urbains où l’on distingue une proue de bateau (rue du Château), un minaret surmonté du croissant de l’islam et une tête d’Indien coiffée de plumes hérissées (rue de Lorraine). Ces éléments permettent d'attribuer leur commande à un marchand d'épices et autres denrées exotiques, qui devait approvisionner la cour du roi Stanislas Leszczynski.